# Nyodes aurora
Nyodes aurora là một loài bướm đêm trong họ Noctuidae.